# Frankfurter Straße 1 (Limburg an der Lahn)

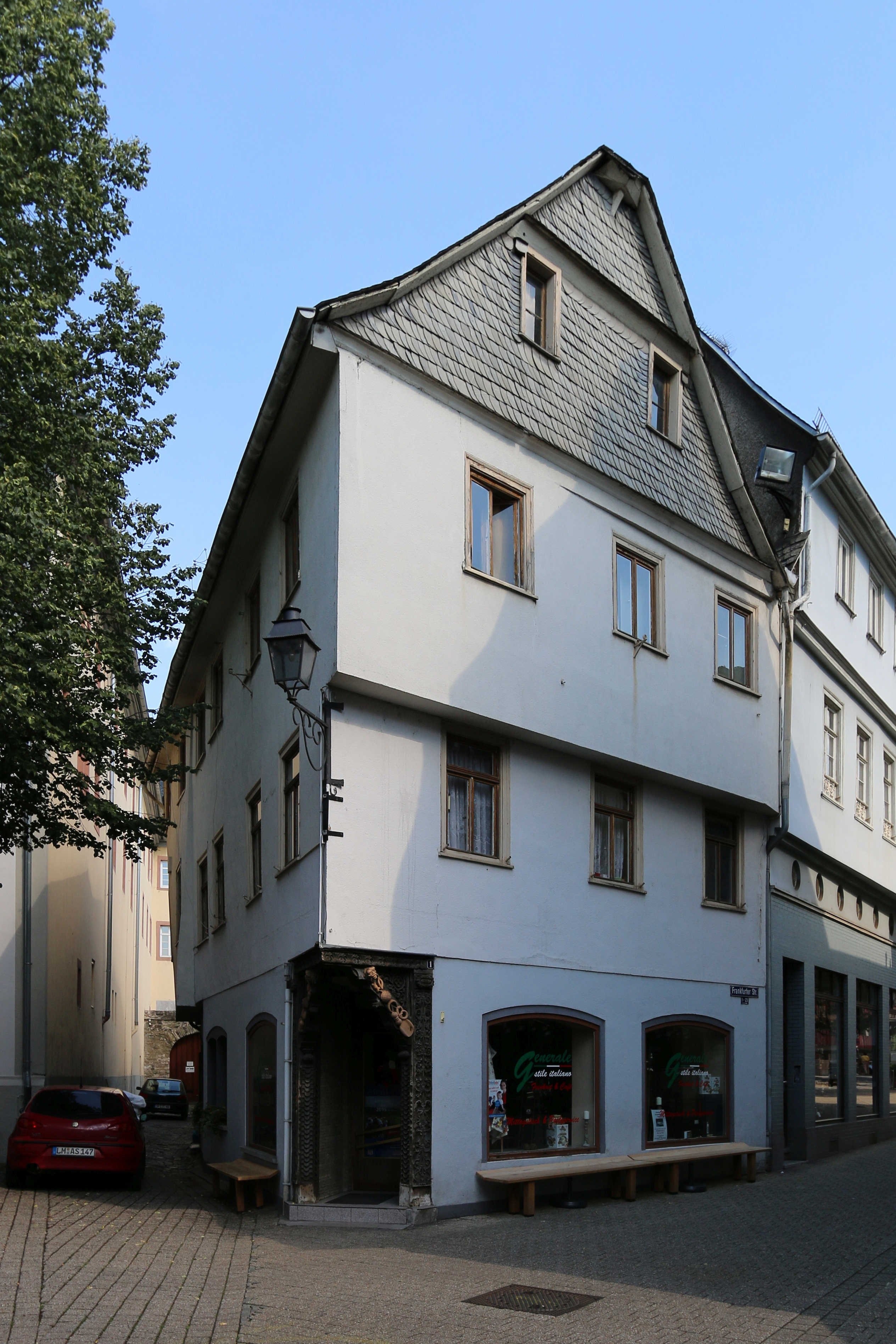
Frankfurter Straße 1

Das Haus Frankfurter Straße 1 ist ein denkmalgeschütztes Fachwerkhaus am Bischofsplatz der mittelhessischen Stadt Limburg an der Lahn im Landkreis Limburg-Weilburg.

## Besitzgeschichte
Erwähnt ist das Gebäude 1392 als Wohnsitz Tilemann Elhen von Wolfhagens, dem Verfasser der Limburger Chronik und Namenspaten der städtischen Tilemannschule. Er lebte hier gemeinsam mit seiner Frau Grete, der Tochter des Limburger Schöffen Hermann Boppe. Zur Mitte des 16. Jahrhunderts war das Haus im Besitz von Christoffel Steinbach, der um 1560 verstarb.
Nach dem Ende des Dreißigjährigen Kriegs richtete Jost Jorgenthiel aus Elz im 17. Jahrhundert in dem Haus eine Bäckerei ein, die bis weit ins 20. Jahrhundert bestand. Für den Zeitraum von 1828 bis 1831 ist eine Renovierung bekannt, die durch Anna und Elisabeth Brückmann veranlasst wurde. 1880 geht das Haus in den Besitz des Bäckers Joseph Kaiser und seiner Frau Bertha Hilf über, die ein Jahr später den Ladeneingang zu seiner heutigen Form umgestalten lassen. Mit dem Ausbau des Hinterhauses und dessen Unterkellerung folgen 1889 auf ihren Auftrag hin weitere Umbauten.
Nach dem Ende des Zweiten Weltkriegs lässt der Bäcker Heinrich Strunk die Wände des Erdgeschosses in Massivbauweise ersetzen. Zudem wird im Vorderhaus eine Kaffeestube eingerichtet.
Das Haus steht aus geschichtlichen sowie – aufgrund seiner exponierten Lage am Bischofsplatz – städtebaulichen Gründen unter Denkmalschutz und ist Teil der Gesamtanlage Altstadt und Frankfurter Vorstadt.

## Architektur

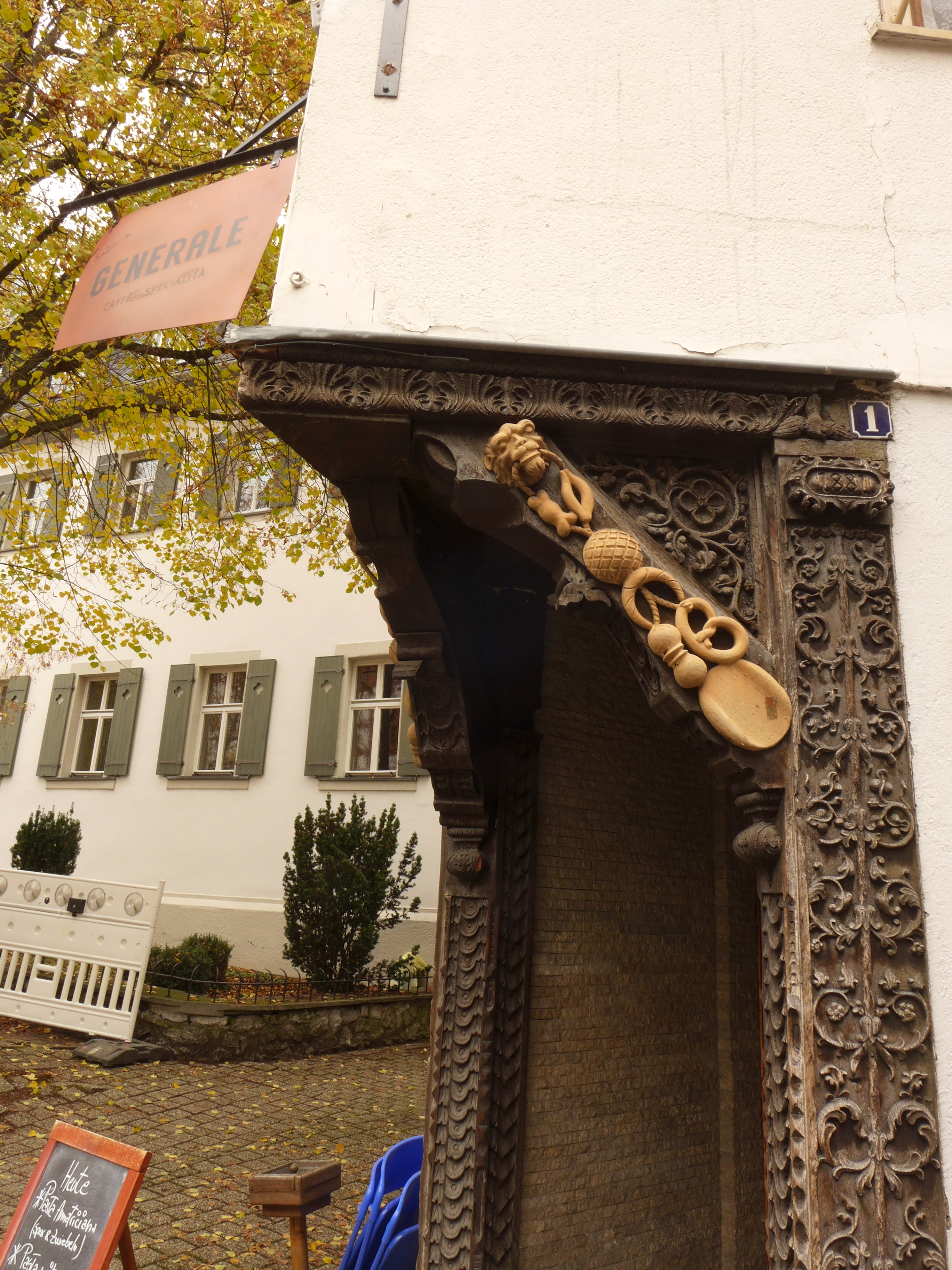
Holzschnitzereien (Bäckerinsignien) am Hauseingang

Das dreigeschossige, verputzte Haus steht auf einem Gewölbekeller aus dem 14. Jahrhundert, der mit dem Ende des 19. Jahrhunderts erbauten Keller des Hinterhauses verbunden ist. Aufgrund der Bauweise und Proportionierung von Geschossen und Dach wird vermutet, dass auch Teile des Fachwerks noch aus dem späten 14. Jahrhundert stammen.
Das Vorderhaus weist ein vorkragendes zweites Obergeschoss auf, der Giebel ist verschiefert. Die Traufseite hat sechs unregelmäßige Fensterachsen, der 1881 neu erbaute Ladeneingang ist mit reichen Holzschnitzereien verziert, die Bäckerinsignien zeigen.
Das 1889 ausgebaute Hinterhaus weist einen weiten Vorsprung des ersten Obergeschosses auf.